# Jessica Drake
Jessica Drake (San Antonio, 14 de outubro de 1974), é uma atriz pornográfica americana.

## Biografia
Drake passou grande parte de sua infância em diferentes cidades no estado do Texas, incluindo San Antonio e El Paso. Enquanto estudava psicologia numa faculdade em El Paso, ela conseguiu um emprego como dançarina exótica em um clube de striptease local. Por meio de uma agência, mais tarde ela pediu para ser dançarina em outro clube nas proximidades, e ali conheceu o diretor de cinema pornográfico Michael Raven, que estava fotografando em um concurso. Raven e sua esposa Sydnee Steele gradualmente a apresentou para a indústria pornô. Drake começou a posar para revistas e aparecer na Playboy TV, e mais tarde foi levada para um set de filmagem, onde deu suporte em uma cena estrelada por Jill Kelly e Mark Davis.

## Carreira
Em 1999, ela tomou a decisão de se tornar uma atriz de filmes adultos e gravou seu primeiro filme, que foi dirigido por Raven. Ela assinou um contrato com o estúdio Sin City no início de sua carreira, mas deixou a empresa depois de um ano e meio porque "as coisas não deram certo." Ela ganhou seu primeiro Prêmio AVN em 2001 de "Best Tease Performance" por seu papel em Shayla's Web da VCA Pictures. Em 2003, ela assinou um contrato exclusivo com a Wicked Pictures, depois de recusar ofertas de outras empresas. Em 2004, durante um surto de HIV na indústria, ela afirmou que só havia feito sexo com homens que usavam preservativos, embora tenha dito que "trabalhar sem camisinha na indústria é menos perigoso do que ir para casa com alguém que você acabou de conhecer de forma aleatória em um bar." Sua atuação em Fluff and Fold, uma comédia romântica que se passa em uma lavanderia, lhe rendeu em 2005 o Prêmio AVN de "Melhor Atriz, Vídeo" e um XRCO Award de "Single Performance, Actress". Juntamente com o comediante Jim Norton, ela foi escolhida para apresentar a cerimônia do AVN Awards de 2007, e declarou que "esta é provavelmente a melhor coisa que já aconteceu comigo." Na premiação, ela ganhou como "Melhor Atriz, Filme" por seu papel em Manhunters, onde havia treinado com um caçador de recompensas durante a pré-produção. Sua estreia como diretora veio em 2008 no filme What Girls Like, após ter ganhado experiência trabalhando como diretora assistente de Brad Armstrong em Coming Home de 2007. Ela começou a escrever roteiros durante a sua estada na Sin City, e desde então escreveu filmes que incluem Dating 101, Love Always e Just Between Us. Em janeiro de 2009, ela ganhou o seu terceiro Prêmio AVN de "Melhor Atriz", desta vez por sua atuação em Fallen, que ela descreveu como "o melhor filme que eu já participei." No filme, ela interpreta um anjo que fica preso na Terra após a morte de uma mulher que foi enviada para ela proteger. Na época da premiação, ela sofreu uma fratura por estresse em seu pé esquerdo. Com a atriz pornográfica Kayden Kross, Drake apresentou o XRCO Awards de 2009, no qual seu papel em Fallen ganhou o prêmio de "Single Performance, Actress". Em julho de 2010, ela e Sunny Leone foram as anfitriãs da cerimônia do F.A.M.E. Awards. Drake foi introduzida no Hall da Fama da AVN em 2010 e no Hall  da Fama da XRCO em 2011. Em 2012, o filme Jessica Drake's Guide to Wicked Sex: Anal Edition (Wicked Pictures), dirigido por ela, levou o prêmio de "Specialty Release of the Year" na cerimônia do XRCO Award.

## Vida pessoal
Em 2002, ela se casou com o ator pornô Evan Stone, mas depois se divorciaram em 2004. Em 2009, ela estava vivendo com o diretor e ator Brad Armstrong, seu companheiro por seis anos. Ela afirmou que deseja manter seus relacionamentos pessoais longe dos holofotes.

## Prêmios
- 2001: AVN Award – Best Tease Performance – Shayla's Web[4]
- 2002: NightMoves Adult Entertainment Award – Best Female Performer, Editor's Choice[25]
- 2003: Adult Stars magazine's Consumers' Choice Award – Best Overall Actress
- 2005: AVN Award – Best Oral Sex Scene, Film – The Collector[7]
- 2005: AVN Award – Best Actress, Video – Fluff and Fold[7]
- 2005: XRCO Award – Single Performance, Actress – Fluff and Fold[8]
- 2006: Eroticline Award – Best Actress, USA
- 2007: AVN Award – Best Actress, Film – Manhunters[26]
- 2007: AVN Award – Best All-Girl Scene, Film – FUCK[26]
- 2008: Eroticline Award – Award for Outstanding Achievements[27]
- 2009: AVN Award – Best Actress – Fallen[14]
- 2009: AVN Award – Best Double Penetration Sex Scene – Fallen[14]
- 2009: XRCO Award – Single Performance, Actress – Fallen[19]
- 2010: Introduzida ao Hall da Fama da AVN[22]
- 2010: AVN Award – Best Group Sex Scene – 2040[28]
- 2011: Introduzida ao Hall da Fama da XRCO[21]